# Cambes, Gironde
Cambes là một xã trong tỉnh Gironde, thuộc vùng Nouvelle-Aquitaine của nước Pháp, có dân số là 1145 người (thời điểm 1999).